# Cryptopygus interruptus
Cryptopygus interruptus är en urinsektsart som beskrevs av Schött 1927. Cryptopygus interruptus ingår i släktet Cryptopygus och familjen Isotomidae. Inga underarter finns listade i Catalogue of Life.